# Seeraben
Die 3 Gattungen und 8 Arten der Seeraben (Hemitripterinae) leben im nordwestlichen Atlantik und im Nordpazifik, meist auf dem Bodengrund, auch in größeren Tiefen von 200 bis 400 Metern. Sie ernähren sich von kleinen Wirbellosen.

## Merkmale
Kopf und Körper der Seeraben sind mit Hautauswüchsen und Stacheln bedeckt. Seeraben besitzen zwei Rückenflossen, die erste mit 6 – 19 Hartstrahlen, die zweite mit 11 – 30 Weichstrahlen. Die Bauchflossen haben eine Hart- und drei Weichstrahlen. Sie haben eine vollständige Seitenlinie mit mehr als 35 offenen Poren. Eine Schwimmblase ist nicht vorhanden. Bei der Gattung Hemitripterus ist die Farbe bei der gleichen Art oft je nach Lebensraum unterschiedlich. Seeraben werden maximal 70 Zentimeter groß.

## Gattungen und Arten
- Blepsias Cuvier, 1829
  - Blepsias bilobus Cuvier, 1829
  - Blepsias cirrhosus (Pallas, 1811)
- Hemitripterus Cuvier, 1829
  - Hemitripterus americanus (Gmelin, 1789)
  - Hemitripterus bolini (Myers, 1934)
  - Hemitripterus villosus (Pallas, 1814)
- Nautichthys Girard, 1858
  - Nautichthys oculofasciatus (Girard, 1858)
  - Nautichthys pribilovius (Jordan & Gilbert, 1898)
  - Nautichthys robustus Peden, 1970